# Allstate Arena
Allstate Arena je víceúčelová aréna nacházející se v Rosemontu,  ve státě Illinois v USA. Otevření haly na předměstí Chicaga proběhlo v roce 1980. Aréna je domovským stadionem týmu AHL Chicago Wolves, který je farmou týmu NHL Carolina Hurricanes. 
V letech 1980 až 1997 nesla název Rosemont Horizont. V roku 1999 společnost Allstate Horizon investovala do stadionu 20 milionů dolarů a získala tím práva na název arény. V aréně probíhá každým rokem kolem 150 společenských událostí a od roku 2001 se zde čtyřikrát hrálo finále Calder Cupu.